# Camp de refugiats de Mória
El Camp de refugiats de Mória és el principal campament de migrants i refugiats de l'illa de Lesbos, a Grècia. Està situat al mig d'un olivar, a menys d'un quilòmetre de la costa i a cinc quilòmetres de la capital Mitilene. Va ser el primer camp de refugiats abans dels que es van fer a les illes veïnes de Quios, Samos i Leros.
Inaugurat el 2013 en una antiga base militar, es va fer amb 150 places per acollir refugiats una o dues nits, abans de ser transferit a Atenes. La capacitat es va ampliar a 2.000 places el 2015. Sota la pressió d'Alemanya i França, la Comissió Europea va anunciar al setembre l'obertura d'un punt d'accés a les illes gregues, un dels primers passos a Europa per als migrants. L'octubre de 2015, Mória es va convertir en un centre de registre i control.
Les condicions de vida al camp denunciades per l'Alt Comissionat de les Nacions Unides per als Refugiats (Acnur) i ONG són encara més alarmants des que el camp va ser tancat a la premsa el 2016. Al camp es van detenir fins a 22.000 migrants simultàniament el febrer del 2020. En concret, van ser 13.000 persones, inclosos 4.000 nens, segons l'Acnur, després que el camp fos completament destruït per un incendi el 9 de setembre del 2020.

## Història

Arribada de refugiats sirians i iraquians a Skala Sykamias, Lèsbos, el 30 d'octubre de 2015.

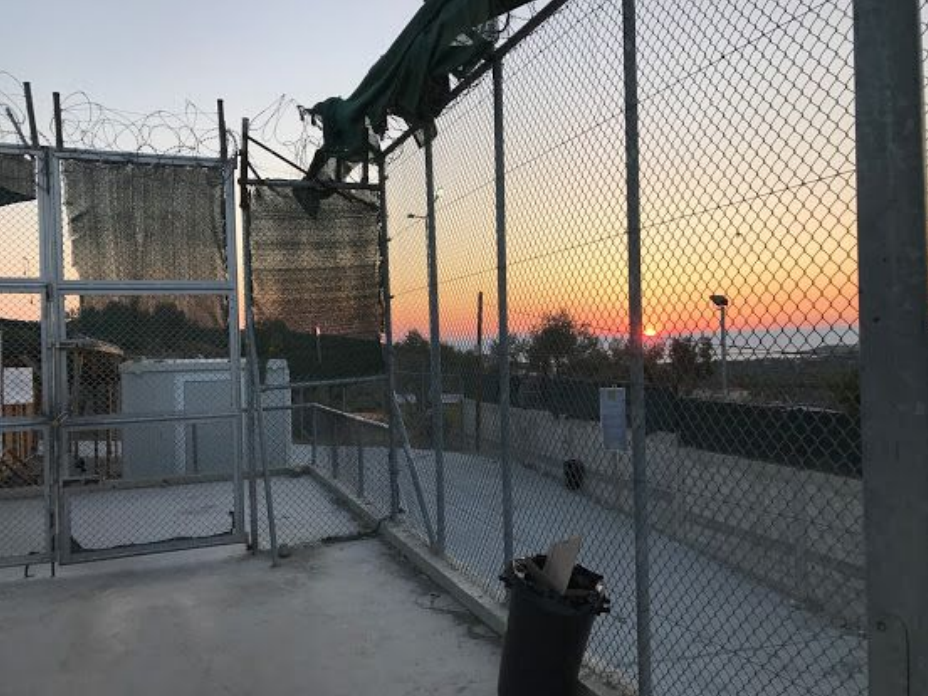
Moria, en una imatge del 2017.

### Origen
El "primer centre de recepció" va obrir les portes a Mória el 26 de setembre de 2013 Està situat en un antic campament militar ofert pel Ministeri de Seguretat Nacional al Ministeri de Protecció Civil. El juliol de 2014 es va construir un centre de detenció al mateix lloc amb una capacitat de 750 persones. Considerat un hotspot des del 2015, el campament de Mória es converteix en un centre de registre i control amb l'objectiu d'acollir, tractar si cal i registrar les persones que arriben, mitjançant el sistema d'empremtes digitals Eurodac.
Tot i que l'estiu del 2015 va assolir el màxim d'ocupació amb l'arribada de 80 a 100 embarcacions pneumàtiques, cadascuna amb una quarantena de persones. La mort del jove Alan Kurdi el 2 de setembre en una platja de Turquia va provocar un xoc mediàtic i va fer reviure la qüestió de l'acollida dels migrants sirians. El Consell Europeu sobre refugiats va reunir els ministres de l'interior de la Unió el 23 de setembre de 2015 a Brussel·les i va decidir crear hotspots o camps d'assistència per donar resposta a les pressions migratòries de les fronteres exteriors de la UE.
El camp de refugiats de Mória està finançat en un 75% per la Unió Europea i en un 25% pel govern grec. Al camp, diversos operadors i institucions es mobilitzen al costat de les autoritats gregues, com l'Oficina Europea de Suport a l'Asil (BEAMA), Frontex, Europol i l'Eurojust. L'octubre del 2015 també va marcar l'arribada de moltes ONG a l'illa i a Mória. La capacitat d'acollida del centre de registre i control es va ampliar a 2.500 places però l'afluència de refugiats i el seu trànsit a Mória va superar amb escreix les capacitats previstes. El camp tenia 7.000 refugiats el 2016.

### Acord euroturc del 2016
Fins al març del 2016 era un centre obert gestionat pels serveis d'asil grecs, amb allotjaments temporals i atenció sanitària. Això va canviar amb l'acord del 2016 de la Unió Europea i Turquia. Amb aquest acord es permet el retorn dels immigrants que arriben a territori grec a Turquia. D'aquesta manera Mória va esdevenir un centre de detenció dirigit per la policia i l'exèrcit.
Amb l'acord van canviar més coses. Diverses de les ONG que treballaven al camp de refugiats van haver de marxar. Abans de l'acord al costat dels equips de l'ACNUR, hi havia ONG com Samaritan's Purse, Save The Children o EuroRelief i als voltants del campament Creu Roja o Metges Sense Fronteres. Després de l'acord Metges sense Fronteres va suspendre l'activitat en considerar que ja no podia dur a terme una atenció i ajuda de manera imparcial i independent. El març de 2016, MSF va decidir "suspendre les seves activitats perquè les condicions ja no permetien proporcionar atenció i ajudar a la població d'una manera imparcial i independent". L'alt comissari de les Nacions Unides per als refugiats hi ha aturat la seva ajuda material, tot i que manté una activitat de protecció i assessorament per als sol·licitants d'asil per garantir el compliment de les normes internacionals. Save The Children i BSF han optat per quedar-se i van transmetre la seva posició a la premsa.
El gener del 2020 el camp va superar els 20.000 refugiats. La gran majoria no tenien accés a les infraestructures interiors del campament i s'havien d'instal·lar en tendes de campanya improvisades al camp d'oliveres, un espai rebatejat com La jungla de Mória. Els disturbis i les baralles, de vegades mortals, eren diàries.

### Incendi del 2020
El 9 i 10 de setembre del 2020 un enorme incendi va destruir completament el campament. S'hauria declarat després de la revolta de certs sol·licitants d'asil, després de procediments d'aïllament relacionats amb casos de la COVID-19. La premsa internacional va dir que era una catàstrofe anunciada.
La situació va esdevenir ràpidament catastròfica. Els migrants intentaven fugir, però l'exèrcit, els residents enutjats i els grups d'extrema dreta, els van atacar a la carretera, mentre s'impedia l'accés a les ONG. Grans forces policials gregues van ser enviades al lloc dels fets, inclosos dos canons d'aigua i almenys nou batallons de policia. El govern grec, que va votar per endurir la legislació sobre asil un any abans, va prometre la construcció de nous camps a Lesbos i les illes circumdants, malgrat l'oposició dels illencs i els migrants.
La UE va organitzar la transferència d'uns 400 menors no acompanyats per distribuir-los entre països europeus voluntaris. Aquests països eren principalment Alemanya i França, i en menor mesura els Països Baixos, Finlàndia, Bèlgica, Luxemburg, Eslovènia, Croàcia, Portugal i Suïssa. Alemanya, aleshores president de la UE, va proposar als països la distribució de sol·licitants d'asil. La idea va ser recolzada per algunes ciutats i regions alemanyes, però immediatament rebutjada per Àustria i els Països Baixos.